# Каврепаланчок (район)
Каврепаланчок (непальск. काभ्रेपलाञ्चोक जिल्ला) — один из 75 районов Непала. Входит в состав зоны Багмати, которая, в свою очередь, входит в состав Центрального региона страны. Административный центр — город Дхуликхел.
Граничит с районом Синдхупалчок (на севере), районом Катманду (на северо-западе), районами Бхактапур и Лалитпур (на западе), районом Макванпур зоны Нараяни (на юго-западе), районами Синдхули и Рамечхап зоны Джанакпур (на востоке и юго-востоке). Площадь района составляет 1396 км².
Население по данным переписи 2011 года составляет 381 937 человек, из них 182 936 мужчин и 199 001 женщина. По данным переписи 2001 года население насчитывало 385 672 человека. 62,57 % населения исповедуют индуизм; 34,62 % — буддизм; 1,78 % — христианство и 0,08 % — ислам.